# Parco del Neto

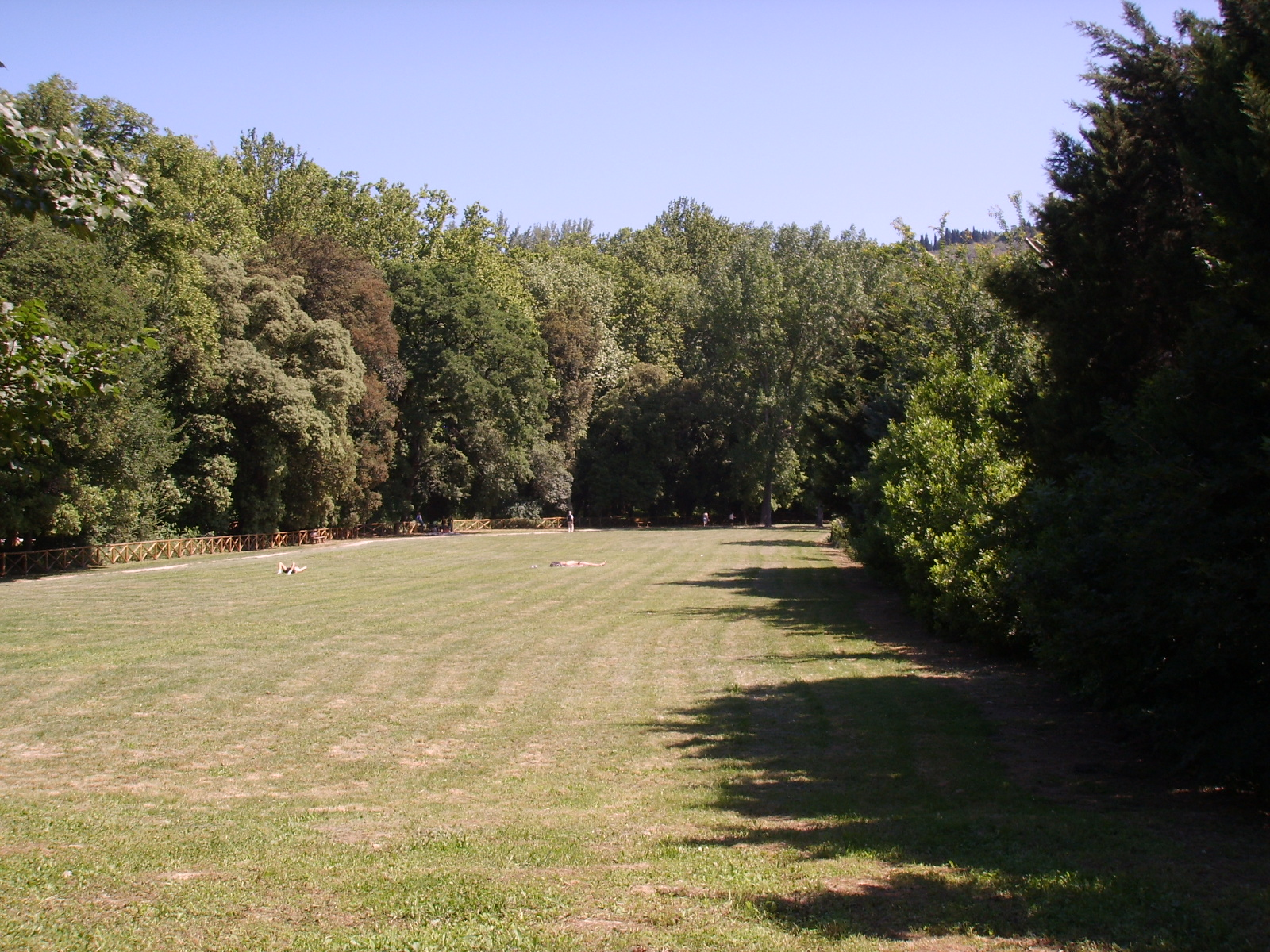
Parco del Neto

Il parco del Neto si trova in via Vittorio Emanuele nella località di Settimello a Calenzano (FI).
Con una estensione di circa 8 ettari, nonostante sia inserito in un'area fortemente urbanizzata, il parco ha mantenuto intatte quelle caratteristiche, una volta generali per tutta la piana, di area umida relitto di un più grande sistema lacustre che rappresentava la naturale valvola di sfogo delle piene dell'Arno.
La zona del Neto è sopravvissuta grazie alla singolare posizione, a ridosso dei primi contrafforti di Monte Morello, fatto che ha favorito la sua trasformazione da area paludosa a giardino romantico di una villa patrizia.
Nella proprietà del Neto si sono succeduti personaggi illustri prima che le amministrazioni di Calenzano e Sesto Fiorentino lo acquistassero. Tra i vari proprietari possiamo ricordare Ilario Ronillè Marchese di Boissy, pari di Francia e senatore dell'impero Napoleonico, il conte Alessandro Guiccioli, marito della contessa Teresa Gamba e il poeta Lord Byron.
Il parco del Neto è caratterizzato da una grande varietà di specie arboree. I grandi taxodium, che costituiscono la presenza vegetale più spettacolare, vennero impiantati probabilmente all'inizio del secolo, mentre i tigli, i platani e gli ippocastani, che delimitando i principali vialetti, sono di più antica collocazione, certamente ottocentesca.
Il taxodium distichum è l'ornamento più spettacolare e prezioso del parco del Neto. Questo albero è indicato con nomi diversi: chi lo chiama "cipresso di palude" per la sua predilezione a vegetare in ambienti umidi, chi "cipresso calvo" perché d'inverno non solo perde le foglie ma anche i rametti rimanendo completamente spoglio, o "albero della Virginia" perché in quella penisola nordamericana è associato in vaste foreste, ma forse l'appellativo che più meriterebbe è quello di "albero delle meraviglie". Basta pensare ai suoi 50 metri e passa di altezza, alla sua longevità che supera i 1000 anni e alla sua adattabilità ai climi più diversi, dal caldo umido del Golfo del Messico ai rigidi climi continentali.